# Great Smoky Mountains
De Great Smoky Mountains (ook wel The Smokies) is een gebergte in het zuiden van de Appalachen, op de grens tussen North Carolina en Tennessee, in het oosten van de Verenigde Staten. Het hoogste punt in het park is Clingmans Dome, die 2025 meter hoog is. De naam van het gebied komt van de nevel die vaak over de toppen van de bergen hangt.
Een groot deel van het gebergte wordt beschermd in Great Smoky Mountains National Park, dat op de Werelderfgoedlijst van UNESCO staat. 